# Flée (Côte-d'Or)
Flée era una comuna francesa que estaba situada en el departamento de Côte-d'Or, de la región de Borgoña-Franco Condado que el 1 de enero de 2019 pasó a formar parte de la comuna nueva de Le Val-Larrey como comuna delegada.

## Demografía
| Gráfica de evolución demográfica de Flée entre 1800 y 2016 |
|                                                            |

Los datos demográficos contemplados en este gráfico de la comuna de Flée se han cogido de 1800 a 1999 de la página francesa EHESS/Cassini, y los demás datos de la página del INSEE.